# Mercedes-Benz Ponton
Pour les articles homonymes, voir Ponton (homonymie).
En juillet 1953, apparaissent les premières Mercedes de l’après-guerre : le type ponton. Succédant au type 170, elles seront construites jusqu’en 1959 ou 1962 selon les modèles.

## «Ponton»
Ponton (de l’anglais pontoon : son sens premier (sens américain) désigne un élément de carrosserie automobile intégrant tout à la fois l’aile et le garde-boue. Ponton dans son sens européen, également adopté par les Britanniques, désigne un modèle de voiture dont les portières se fondent dans les ailes, vers l'avant comme vers l'arrière. C'est ainsi qu'un ensemble de modèles Mercedes-Benz se nomme le type « Ponton » :
Ces autos paraissent bien finies aux yeux de la clientèle française, disposent d’une gamme étendue d’accessoires (radio, antibrouillard, chauffage additionnel à l'arrière, cuir, accoudoirs, etc.) et d’un tableau de bord très complet et luxueux pour l’époque.

## Présentation
On distingue cinq familles : les trois premiers chiffres désignent la cylindrée, les majuscules D, S, E, L signalent une exécution alors que les minuscules a, b, c, d désignent des évolutions dans le type :
- Type 105 :
  - 1956–1959 : berline, 6 cylindres, 2L2, déclinée en 219.

- Type 120 : Berline, 4 cylindres :
  - 1953–1962 : décliné en 180, 180a, 180b, 180c, 180D, 180Da, 180Db

- Type 121: 4 cylindres :
  - 1953–1962 : berline, déclinée en 190, 190b, 190d, 190Db,
  - 1955–1962 : roadsters/coupé décliné en 190SL.

- Type 128 : 6 cylindres, 2L2 injection :
  - 1958–1960 : berline 220SE,
  - 1958–1960 : coupé 220SE,
  - 1958–1960 : cabriolet 220SE.

- Type 180 : 6 cylindres 2L2 carburateur :
  - 1954–1959 : berline 220a, 220S,
  - 1956–1959 : coupé 220S,
  - 1956–1959 : cabriolet 220S.

## Les différentes motorisations

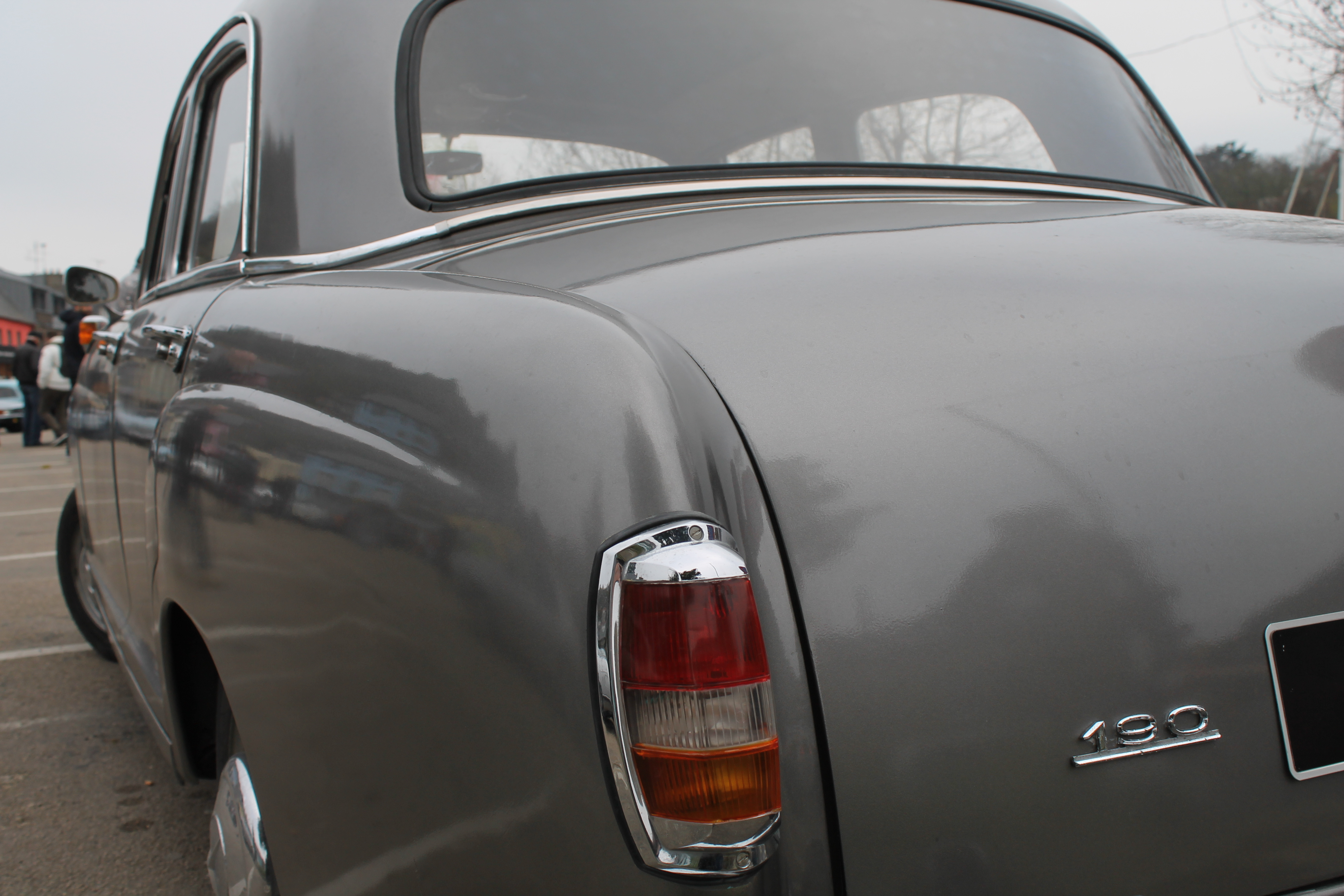
Mercedes-Benz Ponton 190

- 180 : 1953, au salon de Paris est présentée cette première monocoque Mercedes de tourisme. Par la suite (1955 à 1970), les structures des véhicules européens vont s’inspirer des principes portés par la 180 (pare-chocs élastiques, freins aérodynamiques, tableau de bord rembourré, rétroviseur jour/nuit...). Cette voiture du segment médian du moyen de gamme est plutôt simple, spacieuse et dispose de biens de qualités en dépit de son moteur de conception ancienne : le 1 767 cm3 à arbre à cames latéral, ses performances datent quelque peu. S’il est très souple (la 4e peut être conservée jusqu’à 40 km/h) avec une mise à température en quelques minutes, ses 52 ch offrent une vitesse de croisière à un petit 100/105 km/h en dépassant difficilement les 125. Il lui faut bien 18 s pour atteindre 80 km/h avec une 3e plafonnant à 90 et 30 s pour tendre vers les 100. En montagne, il faut souvent solliciter la 2e. Ces performances la classent tout juste au-dessus d’une Aronde ou d’une 403. Elle se situe cependant bien au-dessus de la moyenne pour ses équipements : très confortable, dotée d’un chauffage séparé gauche-droite avec dégivrage intégré, d'un essuie-glace avec lave-glace de série (1956) dont la surface balayée surprenait pour l’époque... Sa tenue de route est bien meilleure que la 170 mais en retrait par rapport à celle d’une 403. Son entretien est remarquablement conçu, aisé et bon marché : la lubrification de ses 22 points de graissage est à effectuer tous les 2 000 km. Malmenés par la Peugeot 403, les 180b et c seront condamnés par la sortie de la DS 19. Ce modèle, rare en France, perdurera dans les pays privilégiant la robustesse et la longévité à la technicité.
- 180a : juin 1957 / juillet 59, 65 ch à 4 500 tr/min et 135 km/h. La 180a n’est pas du tout une amélioration de la 180 (moteur 1 767 cm3) mais hérite bien du tout nouveau moteur de la 190 (1 897 cm3) : le moteur en service depuis 20 ans a droit à une retraite.
- 180b : juillet 1955 / août 61, 68 ch à 4 400 tr/min et 135 km/h
- 180c : juin 1961 / octobre 62, 68 ch ch à 4 400 tr/min et 135 km/h. Elle est vendue 1,5 million de francs (le double d’une berline 2L française). Une Aronde ou une 403 : 700 000 Francs, la 15 Citroën (6 cyl. 2L8 77ch) : 900 000 Francs, une Versailles : 1 000 000 de Francs. Aux yeux des Français, elle se substitue aux Ford V8, Hotchkiss.
- 180D : oct 1953 / juillet 59. C’est l’époque des Perkins et Peugeot-indenor fumants, bruyants et poussifs. Le Diesel de ces années là n’est pas très prisé (l’Auto-Journal prévoit même sa disparition pour 1970), le prix extrêmement faible de son carburant rend attrayant le prix du kilomètre roulé. Les performances de ce 1 770 cm3 à arbre à cames en tête de 40 (septembre 1955) puis 43 ch (180D) le classe à parité avec un 1000 à 1 200 cm3 essence. Sa fiabilité est légendaire (150 000 à 200 000 km sans intervention sur l’équipage mobile). Pour démarrer, il faut mettre le contact, tourner la manette vers la droite sur son premier cran (les bougies chauffent)… au bout d’une trentaine de secondes, un voyant s’allume au rouge, tourner encore un cran vers la droite et le moteur s’ébroue, accompagné de ces résonances métalliques caractéristiques des premiers Diesel. En s’échauffant, le ralenti devient moins chaotique, moins bruyant : il faut convenir que cette 180D est bien un des premiers Diesel parfaitement au point avec une avance centrifuge du point d’injection alliant économie de carburant (10 %) et puissance, une totale absence d’odeur.
- 180Db : juillet 1959 à août 1961, puissance inchangée : 43 ch à 3 500 tr/min. La 180Db atteignait les 114 km/h (120 au compteur) pour une consommation moyenne de 10 L avec des accélérations très modestes : il lui faut 21 secondes pour atteindre 80 km/h et 43 s pour les 100 km/h. Son couple lui confère les relances à 40 km/h en 3e. Son prix en 1955 est de 1,9 million de francs, c’était une voiture faite pour durer privilégiant l’économie d’usage tant en coût d’usage qu’en consommation.
- 180Dc : juin 61 / octobre 62, puissance portée à 48 ch à 3 800 tr/min

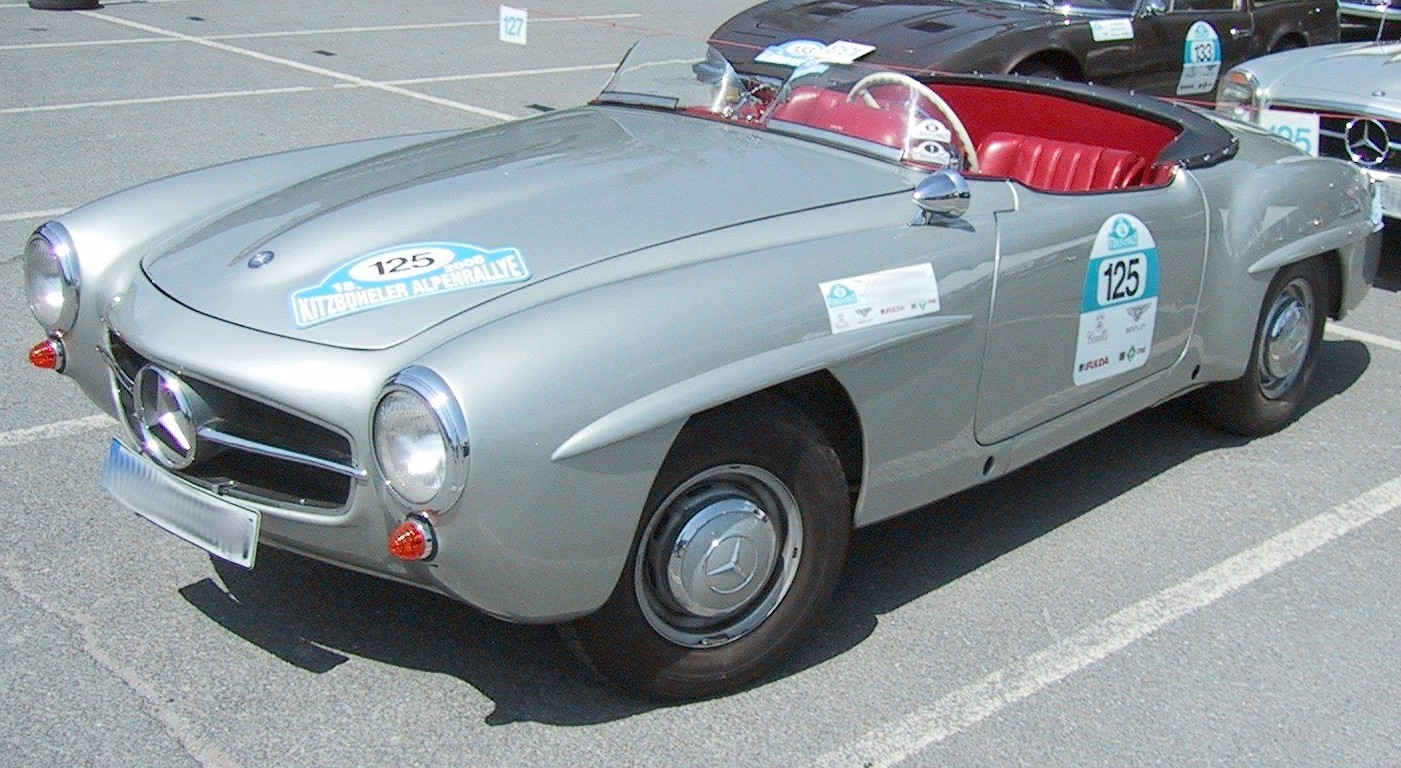
La 190SL

- 190 SL : février 1954, présentée au New York Motor Show, elle devient accessible au salon 1955 de Genève. Elle paraît étonnement basse et large. Son moteur issu de la 300 ne reprend aucune caractéristique des 180 et 220. Ce 1 897 cm3 aligne 105 ch et flirte sans peine avec les 6 200 tr/min.
- 190 : mars 1956, la 190 n’est pas seulement une version améliorée : son tout nouveau moteur provient du mythique 300 amputé de 2 cylindres et dégonflé à 75 ch à 4 600 tr/min. Elle se distingue de la 180 par une forme de calandre nouvelle.
- 190b : juin 1959 : cette dernière évolution offrait 80 ch à 200 tr/min plus haut, correspondant à un 145 km/h. Peu de choses permettaient de différencier la 180/52 ch de la 190/80 ch sauf un essai routier.
- 190D : août 1958 / juillet 1959 : ce Diesel disposait de 50 ch à 4 000 tr/min, ce qui est amplement suffisant pour soutenir un 120 km/h.
- 190Db : juin 1959 / septembre 60, puissance inchangée.
- 220a : mars 1954, Mercedes a sorti avec celle-ci une de ses plus belles réussites commerciale. Elle possède deux roues de secours, l’intérieur en cuir naturel rouge ou beige, la radio FM. La sobriété de la 180 fait place à un luxe cossu. Bien de ses acheteurs ayant choisi de conserver une auto dix ans, quitte à payer 40 à 50 % de plus, ont été séduits : tout y est : confort, nervosité, rapidité. Cette 220a a été consacrée meilleure berline 2L au monde. En 1955, la suspension avant a été entièrement revue. Le haut du tableau de bord est en bois précieux « à grains fins » intégrant un ensemble rectangulaire de compteur-voyant-manomètres très complet : la lecture de la vitesse se fait par une aiguille à défilement horizontal. Avec une 2e montant à 75, une 3e à 110, elle est plus nerveuse que la grande majorité des autos de tourisme (15/6 Citroën comprise). Elle passe de 0 à 60 km/h en 6,8 s, de 0 à 115 km/h en 21 s. Sa vitesse de croisière « normale » se situe entre 120–130 km/h pour une vitesse de pointe de 150 km/h. Sa succession fut assurée par la 219 et la 220S.
- 220S : avril 1956, les doubles carburateurs Solex du 220S succèdent au 220a avec 100 ch à 4 800 tr/min. L’aptitude à grimper jusqu’à 6 000 tr/min lui permet d’atteindre 160 km/h dans des conditions de nervosités et de reprises dignes des autos de sport de l’époque. Les freins sont servo-assistés et leur efficacité est comparable à celui d’une berline des années 1970. Elle refuse souvent de démarrer moteur chaud.
- 219 : mai 1956, elle aussi eut la charge de succéder à la 220a. En combinant la plateforme et l’arrière des 180 avec l’avant et le moteur des 220 bridé à 85 ch (90 ch en 1957), elle devint le 6 cylindres le meilleur marché de la gamme Mercedes. Apparaissant comme une sous 220 ….. de finition plus discrète que la 220a (enjoliveurs moins voyant, phares additionnels supprimés, glaces arrière ne descendant pas complètement), elle fut un peu boudée et mal-aimée. De nos jours, elle est particulièrement recherchée.

- 220SE : octobre 1958 / août 1959, Cette 220S enrichie du E de l’injection indirecte (c’est-à-dire dans les tubulures d’admission)…, mais bien se garder de confondre la 220SE (du type W128) avec la 220S (du type W180), représente l’ultime évolution de la gamme ponton. L’équipement intérieur est particulièrement soigné : chrome, cuir, bois. Le nouveau moteur M127 à culasse en alliage léger, arbre à cames en tête avec basculeurs, injection mécanique Bosch (gestion du débit d’essence en fonction des température ambiante et pression atmosphérique) apporte alors 115 ch. Cette grande innovation qu’est l’injection d’essence est le fruit de la collaboration Mercedes - Bosch d’abord sur les automobiles de course (300SL, 300SLR...) ensuite déclinée en production industrielle sur cette 220SE. Ce moteur délivrera par la suite 122ch dans les 220SE des W111. Le cabriolet reprend les fermetures de capotes à compas des années d’avant-guerre. Plus tard, Mercedes échangera ce principe d’injection et les droits contre ceux de la suspension hydraulique plus aisément maîtrisable que la suspension pneumatique. Il y a eu autant de berlines construites que de coupé+cabriolet, c’est le coupé qui est le plus rare.

## L’après ponton

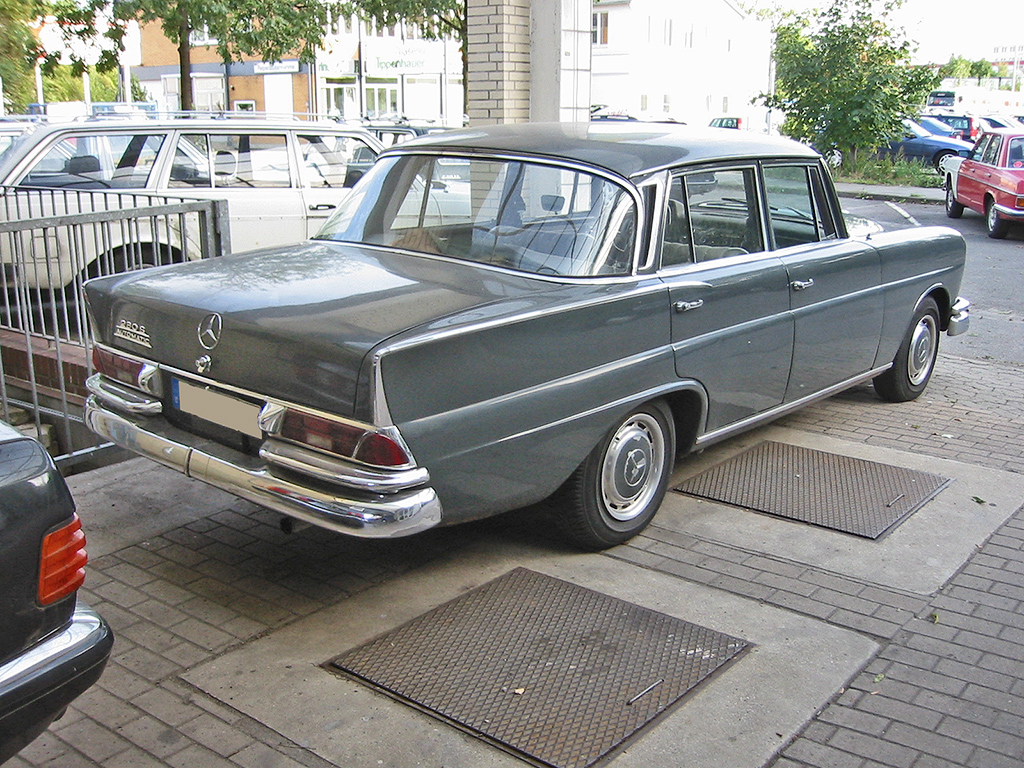
La 230S

Avec les années 1960, arrivent les W110, W111 & W112.
Nettement plus longues, plus larges et « très dans leur temps » (d’ailleurs cette série fut par la suite plutôt critiquée pour avoir par trop concédé à la mode).